# Guillaume de Talliante
Guillaume de Talliante (Francia, XII secolo – Lione, 9 agosto 1250) è stato un cardinale francese.

## Biografia
Nacque in Francia nel XII secolo.
Papa Innocenzo IV lo elevò al rango di cardinale nel concistoro del 28 maggio 1244.
Morì il 9 agosto 1250.